# Pierre VI Șchiopul
Pierre ou Petru VI Șchiopul (français: le Boiteux), est prince de Moldavie de 1574 à 1577, de 1578 à 1579 et de 1582 à 1591. En principauté de Moldavie la monarchie était élective, comme en Pologne, Transylvanie et Valachie voisines, et le prince (voïvode, hospodar ou domnitor selon les époques et les sources) était élu par (et le plus souvent parmi) les boyards : pour être nommé, régner et se maintenir, il s'appuyait fréquemment sur les puissances voisines, habsbourgeoise, polonaise, russe ou ottomane.

## Biographie
Fils cadet de Mircea IV Miloș de Valachie, il devient prince de Moldavie après la mort de Ioan II Voda grâce au crédit de son frère Alexandru II Mircea et à l'appui des Phanariotes de Constantinople. Sans légitimité dans le pays, il doit faire face à de nombreux prétendants soutenus par les Cosaques.

## Premier règne
Pierre le Boiteux accompagne l'armée ottomane qui met à mort Ioan II Voda le 14 juin 1574 et il monte sur le trône le 24 juillet suivant. La quatrième année de son règne apparait un certain Jean le Fer-à-Cheval surnommé « Cretzul » (français: le Crépu), qui était de force à briser un fer à cheval (roumain: Potcoava) et qui se proclamait frère du défunt prince Ioan II Voda. Appuyé par une troupe de cosaques, le prétendant inflige deux défaites aux troupes de Pierre et s'empare du pouvoir le 23 novembre 1577.

## Deuxième règne
Après la fuite en Pologne de Jean le Fer-à-Cheval, Pierre le Boiteux reprend son trône le 15 janvier 1578 et occupe Jassy, la capitale moldave, où il rétablit le Métropolite Théophane II qui s'était enfui dans les Carpates.   
Dès le 9 février 1578 il doit faire face à un nouveau prétendant,« Alexandre V Serbega  » qui se proclame frère de Jean le Fer-à-Cheval et prend possession du trône et de Jassy. Pierre le Boiteux réunit des troupes armatoles, valaques et transylvaines, et l'assiège dans la forteresse de la ville. Le 12 mars Alexandre et ses cosaques tentent une sortie, le prétendant est capturé et empalé, et ses partisans massacrés.
Le 21 novembre 1579 Pierre le Boiteux, sur plaintes des boyards, est déposé par la « Sublime Porte » et envoyé en exil à Alep : le conseil des boyards (sfatul domnesc) élit domnitor Iancu Sasul.

## Troisième règne
Après la déposition de Iancu Sasul par ceux-là mêmes qui l'avaient élu, le Sultan rend le trône à Pierre, ramené de son exil, le 2 septembre 1582. Il doit aussitôt faire face à une attaque des cosaques qui pillent le pays et enlèvent du butin et des femmes. Après leur départ, le prince rétablit sa fondation, le Monastère de Galata du Mont, qui avait été laissé à l'abandon et dont l'église s'était effondrée. En août 1584 les Cosaques attaquent à l'improviste Tighina qu'ils pillent. L'année suivante est marquée par une terrible sécheresse.    
Le 8 janvier 1587, la Moldavie doit subir une nouvelle invasion des cosaques qui sont cette fois repoussés avec de fortes pertes par Pîrvu, gouverneur (pîrcălab ) de Soroca. À la fin de la même année, la Moldavie doit faire face à une nouvelle troupe de cosaques qui soutient un prétendant nommé Ioan-Bogdan . Le 23 novembre, le prince les repousse à Tutora.
En 1589, Pierre le Boiteux obtient des Ottomans que son fils de quatre ans, Ștefaniță, soit associé au trône, mais en 1591 le Grand Vizir signifie au prince que le tribut de la Moldavie serait augmenté de 15 000 ducats (soit 35 000 au lieu de 20 000 auparavant), malgré le bakchich extraordinaire de 200 000 ducats versée par Pierre. 
Après la destitution de son neveu Mihnea II Turcitul, prince de Valachie, Pierre, découragé et craignant pour l'avenir de son fils, abandonne le pouvoir en septembre 1591 et se réfugie en Autriche. Il s'installe au Tyrol où il meurt le 1er juillet 1594 de la syphilis. Il est inhumé avec sa seconde épouse dans la chapelle du couvent des franciscains de Bolzano dans l'actuel Tyrol du Sud italien.

## Union et postérité
Pierre VI le Boiteux eut deux épouses:
1) Maria Amiralis, une Grecque de Rhodes morte à Galata en 1591, dont :
- Vlad, mort jeune à Galata
- Maria, mariée avec Zotu Tzigarà, boyard aroumain de Janina et spatharios (chevalier), mort en 1599, puis avec Paolo Minio.

2) le 27 janvier 1591 Irina Botezata, une nourrice tzigane, morte le 3 novembre 1592, dont :
- Ștefaniță né 1584.

## Sources
- Grigore Ureche Chronique de Moldavie. Depuis le milieu du XIVe siècle jusqu'à l'an 1594 Traduite et annotée par Emile Picot Ernest Leroux éditeur Paris 1878. Réédition Kessinger Legacy Reprints  (ISBN 9781167728846) p. 511-533 & 545-565.
- Alexandru Dimitrie Xenopol Histoire des Roumains de la Dacie trajane : Depuis les origines jusqu'à l'union des principautés Tome I des origines à 1633. Éditeur Ernest Leroux Paris (1896)
- (ro) Constantin C. Giurescu & Dinu C. Giurescu, Istoria Românilor Volume II (1352-1606), Editura Ştiinţifică şi Enciclopedică, Bucureşti, 1976, p. 308-309 & 311-314.
- Constantin Rezachevici - Cronologia critică a domnilor din Țara Românească și Moldova a. 1324 - 1881, Volumul I, Editura Enciclopedică, 2001.
- Jean Nouzille La Moldavie, Histoire tragique d'une région européenne, Ed. Bieler,  (ISBN 2-9520012-1-9)